# Selim III
Selim III (turco otomano: سليم ثالث Selīm-i sālis) (24 de diciembre de 1761-28/29 de julio de 1808) fue sultán del Imperio otomano de 1789 a 1807. Fue hijo de Mustafa III (1757-74) y sucedió a su tío Abdülhamid I (1774-89). 

## Primeros años: reformas
Subió al trono otomano el 6 de abril de 1789, en un momento de crisis para el imperio. Este había perdido los territorios al norte del Danubio, salvo los principados del Danubio en 1699 (Tratado de Karlowitz) y estaba amenazado por la expansión rusa, reflejada por la cesión de territorios bañados por el mar Negro en el Tratado de Küçük Kaynarca de 1774. Los planes de Catalina de Rusia de desmembrar el imperio y crear en su lugar un nuevo Estado griego habían suscitado una nueva guerra que desde 1787 libraban los otomanos contra Rusia y Austria, que no concluyó hasta 1792. Para entonces los rusos habían ocupado Besarabia y Moldavia y a los pocos meses vencieron a los otomanos en las batallas de Focșani, Rymnik y Belgrado. Para evitar la derrota total, Selim pactó con los austriacos la Paz de Sistova (1791) y, seguidamente, se concentró en combatir a los rusos, con los que firmó finalmente la paz de Iași (1792). Como consecuencia de los dos tratados, la frontera imperial quedó fijada a lo largo del Sava y Danubio en el oeste de los Balcanes y en el Dniéster en el este. Los otomanos perdieron las tierras entre este y el Bug, pero conservaron Serbia, Bosnia y los principados del Danubio.
Durante la guerra, los jenízaros demostraron ser incapaces de vencer a los ejércitos europeos, más modernos, pero se negaron a aceptar las reformas que deseaba implantar el sultán. Contaban aún con el respaldo de elementos conservadores de suficiente fuerza para hacer desistir al monarca. Por entonces formaban aún el grueso del ejército regular otomano. Incapaz de remozar a las unidades jenízaras, Selim optó por formar un ejército moderno paralelo, el nizam-i-jedid, con el objetivo de deshacerse, llegado el momento, de los jenízaros. Formalmente, la nueva unidad se creó el 14 de mayo de 1792, aunque existía ya de forma oficiosa desde meses antes. Estas tropas estaban tan bien organizadas que fueron capaces de defenderse contra los jenízaros rebeldes en las provincias europeas, donde los gobernadores descontentos no dudaron en usarlos como arma arrojadiza contra el nuevo sultán reformista. La reforma militar comenzó en 1792 y en 1807 el sultán contaba ya con veintidós mil quinientos soldados adiestrados según el modelo europeo.
El talento y la energía con los que estaba dotado hizo que el pueblo depositara sus esperanzas en su ascensión al trono. Fue largamente persuadido de la necesidad de una reforma en su estado.

## Guerras y rebeliones
Entre 1798 y 1802, participó en las guerras napoleónicas coligado con el Reino Unido y Rusia contra Francia, como consecuencia de la invasión francesa de Egipto y Siria.
En 1806, Rusia invadió nuevamente los principados del Danubio, lo que desencadenó otra larga guerra con el imperio vecino, que duró hasta 1812. Los rusos derrotaron a la flota otomana el 22 de mayo de 1807 en los Dardanelos.
Además de las guerras contra potencias extranjeras, el sultán hubo de afrontar el surgimiento de caudillos y movimientos rebeldes que dominaban distintas regiones del imperio: Alí Pachá en el sur de Albania y el Epiro; Pazvantoğlu de Vidin en la Bulgaria occidental, parte de Valaquia y Serbia; Ismail Aga y luego Alemdar Mustafa Bajá en Ruse, que señoreaban el centro y este de Bulgaria y parte de Tracia oriental; la familia Karaosmanoglu que dominaba el suroeste de Anatolia; los Chapanoglu de la meseta anatolia; los rebeldes janikli Tayyar Pachá y Battal Pachá en el noreste del imperio; Cezzar Ahmed Bajá en el Levante; Suleyman Bajá el Grande de Irak; el movimiento wahabí-saudí, que se había adueñado de gran parte de Arabia, incluidas las dos ciudades sagradas del islam; y Murad Bey e Ibrahim Bey en Egipto. En 1802, Serbia también se alzó, estallando una gran insurrección en 1804.
Los rebeldes estorbaban la recaudación de impuestos y obligaban al Gobierno otomano a sufragar onerosas expediciones para someterlos. Las reformas se enfrentaban además con la hostilidad de gran parte de la población, reaccionaria.
Frustrado en sus esfuerzos reformistas, el sultán se fue sumiendo cada vez más en la apatía. Para dominar el Gobierno, favoreció además las disputas entre las distintas fracciones reformistas, lo que debilitó todavía más las transformaciones. Ante cualquier oposición firme, el soberano cedía.

## Declive

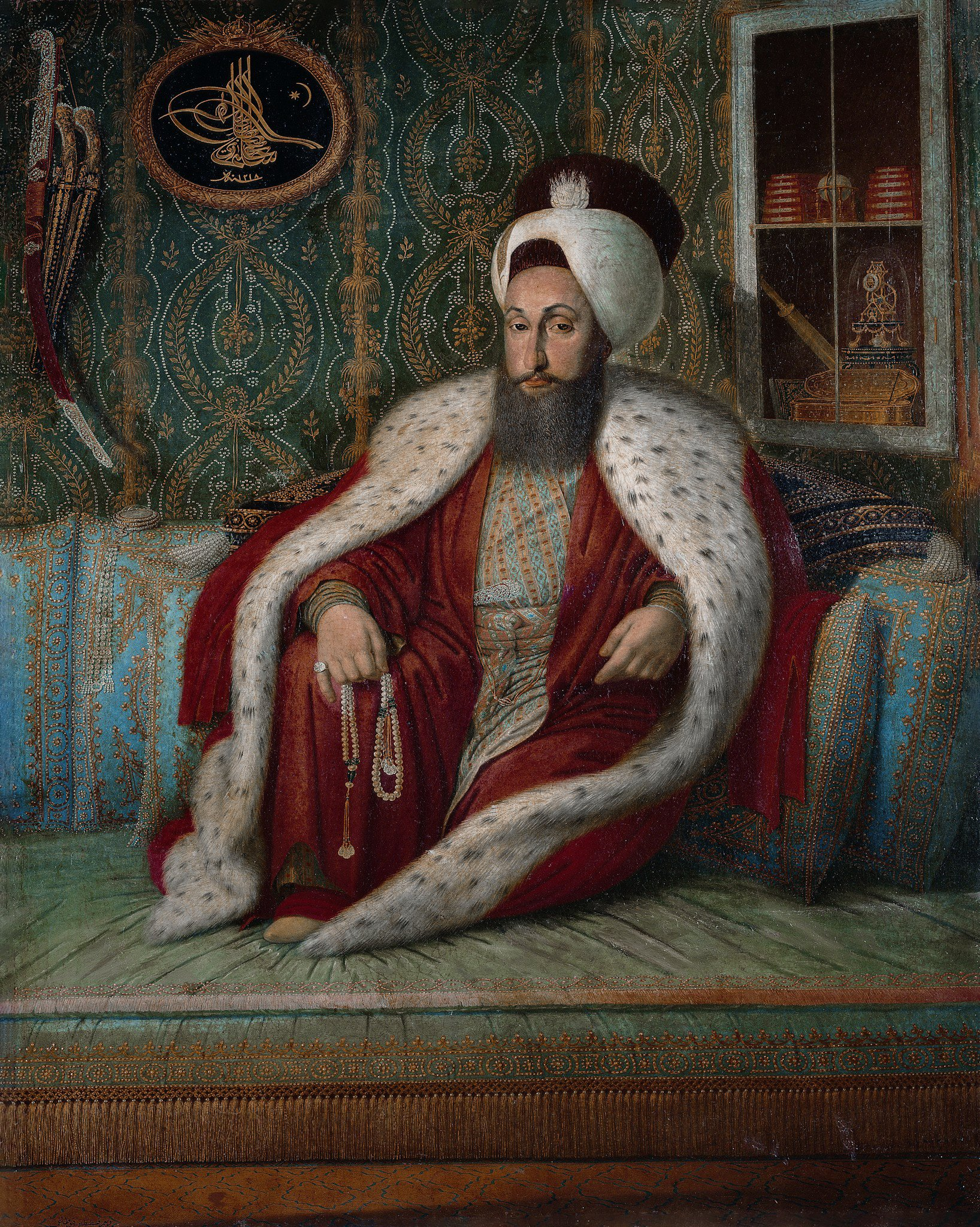
Retrato de Selim III.

Selim III ordenó que en el futuro se debería seleccionar anualmente un cierto número de hombres de entre los jenízaros para servir en sus ejércitos. El sultán se avino a disolver el nuevo ejército, cediendo de nuevo ante los conservadores. Los jenízaros se alzaron nuevamente en revuelta en mayo, impulsaron al shayj al-islam a promulgar una fetua contra las reformas, destronaron y apresaron a Selim III, y situaron a su sobrino Mustafa en el trono el 29, que pasaría a tomar el nombre de Mustafá IV (1807-08). Selim quedó preso en el harén de palacio.
El pachá de Ruse, Mustafa Bayrakdar, un importante partidario de las reformas, reunió a un ejército de cuarenta mil soldados que marcharon hasta Constantinopla con el propósito de restaurar a Selim III. Sin embargo llegaron muy tarde, pues el sultán reformista fue apuñalado por el eunuco jefe y sus hombres, así que el único recurso de Bairakdar fue dirigir su venganza contra Mustafa IV y situar en el trono a Mahmud II (1808–39), el único miembro superviviente de la casa de Osman.